# جيمس كوشران (سياسي أمريكي)
جيمس كوشران هو سياسي أمريكي، ولد في 1767 في مقاطعة بيرسون في الولايات المتحدة، وتوفي في 7 أبريل 1813. انتخب عضو مجلس ولاية كارولاينا الشمالية ‏ وانتخب عضو مجلس نواب كارولينا الشمالية ‏ وانتخب عضو مجلس النواب الأمريكي.